# دودخانه

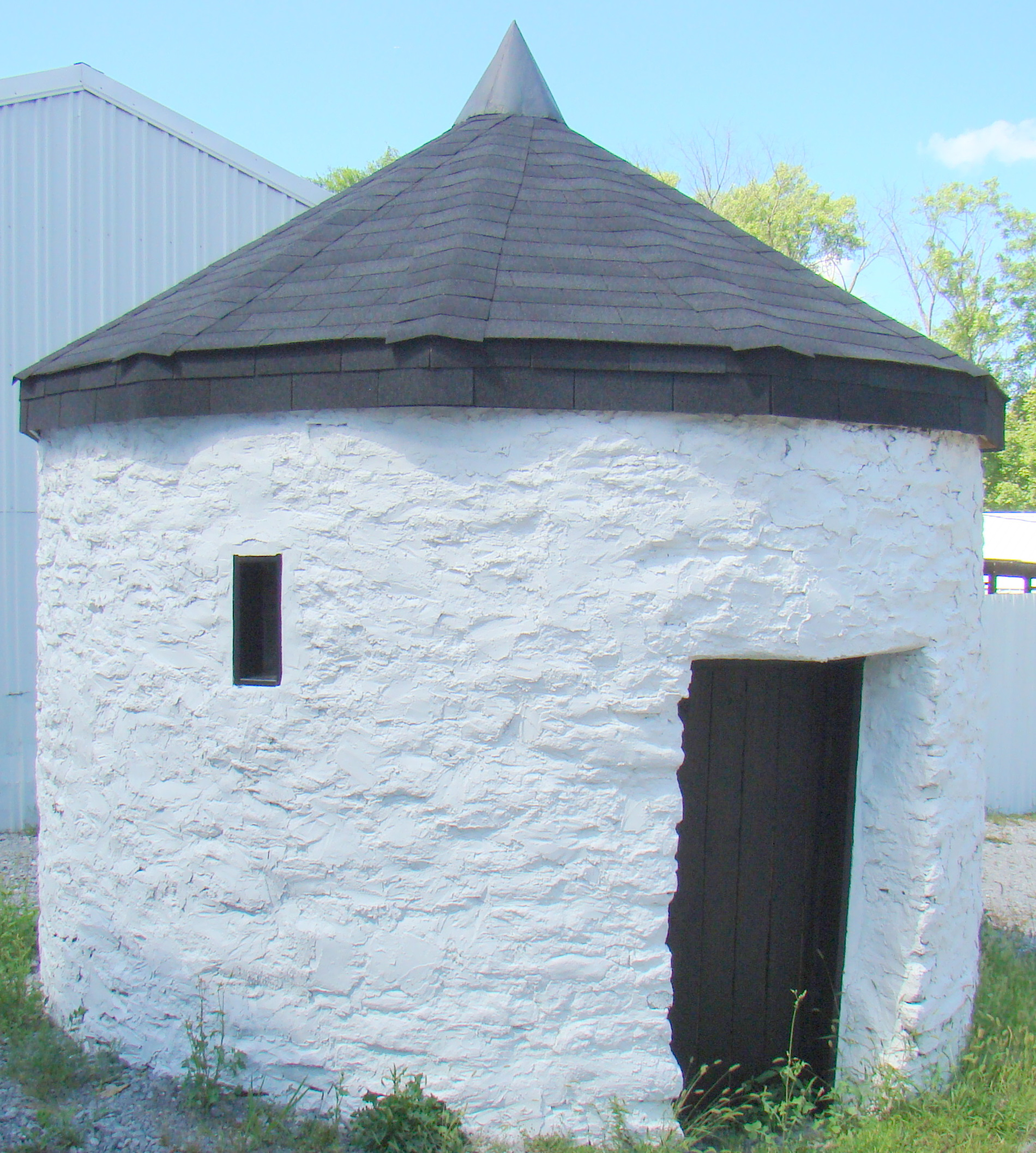
دودخانه ریتمن، کمپ اسپرینگز، کنتاکی

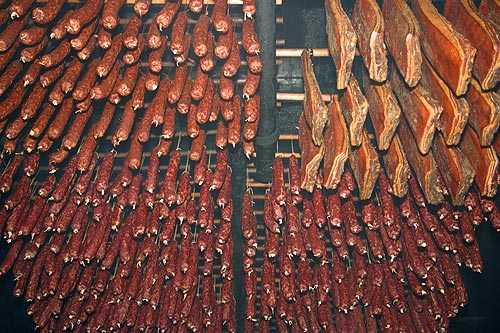
گوشت آویزان در داخل یک دودخانه در سوئیس

دودخانه (در آمریکای شمالی Smokehouse، در بریتانیایی Smokery) ساختمانی است که در آن گوشت یا ماهی با دود آغشته می‌شود. محصول نهایی ممکن است گاهی برای یک سال یا بیشتر در ساختمان نگهداری شود. حتی زمانی که از دود استفاده نمی‌شود، به چنین ساختمانی – که معمولاً یک ساختمان فرعی است – گاهی به عنوان «دودخانه» گفته می‌شود. زمانی که از دود استفاده نمی‌شود، اصطلاح گوشت خانه رایج است.